# Кочи Дзодзе
Кочи Дзодзе (на албански: Koçi Xoxe) е албански политик от български произход, основен конкурент в Албанската комунистическа партия на Енвер Ходжа и привърженик на идеята за включване на Албания в Югославската федерация.

## Биография
Роден е в 1911 година в леринското село Негован. Работи като тенекеджия в Корча. Член е на Албанската комунистическа партия и сред малкото ѝ лидери, които не са интелектуалци.
Дзодзе участва в ръководството на съпротивителното движение срещу германската окупация на Албания по време на Втората световна война. От 1944 година е вторият по ранг човек в Партията след Енвер Ходжа и най-активният проводник на влиянието на Югославската комунистическа партия и привърженик е на идеята за включване на Албания във Федерална Югославия. През ноември 1944 година, седмици преди изтеглянето на германците от Албания, Централният комитет на АКП провежда пленум в Берат, на който югославският представител Велимир Стойнич, подкрепен от Дзодзе, подлага на тежка критика Ходжа и се опитва да го отстрани. Ходжа остава като фиктивен партиен лидер, след тежка самокритика, а реалната власт е предадена на Дзодзе. След като комунистите взимат властта в Албания, през ноември 1944 година Дзодзе, като довереник на югославските комунисти, е избран за министър на вътрешните работи и началник на службата за сигурност Сигурими. По-късно Ходжа описва Дзодзе като невеж, глупав и самонадеян, претенциозен и лесно поддаващ се на югославските внушения. Според него Дзодзе е избран в ръководството поради работническия си произход и бил станал югославски шпионин, когато заминал за Гърция със Светозар Вукманович.
През пролетта на 1946 година албанският парламент избира нов кабинет, в който Хода е премиер, външен министър, военен министър и главнокомандващ армията, а Дзодзе е вътрешен министър. В партийната йерархия Ходжа е генерален секретар на АКП, а Дзодзе оргинизационен секретар. Дзодзе успява да изгони Сейфула Малешова от Политбюро и Централния комитет на АКП, обвинен в десни възгледи във вътрешната и външната политика и икономиката. Малешова се опитва да поддържа линията на независима външна политика на страната, която да доведе до по-тесни връзки със Запада. На следната година Дзодзе изгонва от партията и Юмер Дишница. Така с различни маневри Дзодзе и проюгославските кръгове в АКП задържат властта и Дзодзе успява да изолира Ходжа, като настоява за по-бърза интеграция на Албания в Югославия.
През пролетта на 1947 година югосвското ръководство предлага на Нако Спиру, който е на посещение в Белград, да подпише таен договор, който да осигурява защита на югославските интереси в Албания в случай на промяна на ръководството на АКП. Спиру отказва и в резултат на това Дзодзе предприема нови ходове срещу опонентите си в ръководството на партията. На 20 май 1947 година правителството обявява, че девет депутати с антиюгославски възгледи са арестувани и обвинени в заговор срещу държавата.
С влошаващите се отношения между Югославия и Съветския съюз, фракционната борба в албанското ръководство става все по-силна. В края на годината Дзодзе и привържениците му, под диктовка от Белград, усилват натиска за сливане на Албания с Югославия. През ноември се самоубива обвиненият в шовинизъм интелектуалец Нако Спиру, привърженик на линията за самостоятелност. Това самоубийство, заедно със засиления натиск за присъединяване, е претекстът, под който Сталин кани през януари 1948 година югославска делегация в Москва. Макар Сталин да заявява на пристигналия при него Милован Джилас, че Югославия може да погълне Албания, когато пожелае, югославяните го схващат като провокация. По заповед на Тито Дзодзе засилва опитите си да свали Ходжа и да постави АКП изцяло под югославски контрол. За да го подпомогне в тези усилия от Белград е изпратен Славо Златич, който да действа за свикване на заседание на Централния комитет на АКП за сваляне на антиюгославяните. На Осмия пленум на 26 февруари Ходжа е принуден да си направи самокритика и да подкрепи осъждането на Спиру, за да запази поста си генерален секретар. Пленумът изключва вдовицата на Спиру Лири Белишова, понижава началника на генералния щаб Мехмед Шеху и одобрява предложението на Дзодзе за сливане на югославската и албанската икономика и въоръжени сили.
През март 1948 година Сталин обаче предприема офанзива срещу Тито и след Резолюцията на Информбюро от юни и разрива Тито-Сталин, Дзодзе изпада в немилост. Дзодзе се опитва да се спаси, предприемайки яростна атака срещу Тито, но през ноември 1948 година Дзодзе след заседание на Първия конгрес на Албанската партия на труда, новото име на АКП, Дзодзе е изключен от партията, а в края на месеца е арестуван. На показен процес Дзодзе е осъден на смърт и екзекутиран на 11 юни 1949 година. Екзекуцията на Дзодзе е началото на период на кървава разправа срещу опозиция на Ходжа в страната.